# Église Santa Maria delle Penitenti
L'église Santa Maria delle Penitenti est une église catholique de Venise, en Italie.

## Localisation
L'église est située dans le sestiere de Cannaregio.